# جورج ونايت
جورج ونايت (بالإنجليزية: George Knight)‏ (28 مارس 1835 في المملكة المتحدة - 8 يناير 1901) هو لاعب كريكت بريطاني (وحمل سابقاً جنسية المملكة المتحدة لبريطانيا العظمى وأيرلندا). لعب مع نادي مقاطعة ساسكس للكركيت ‏.

## وصلات خارجية
- جورج ونايت على موقع إي آس بي آن كريك إنفو (الإنجليزية)